# Leon Pająk

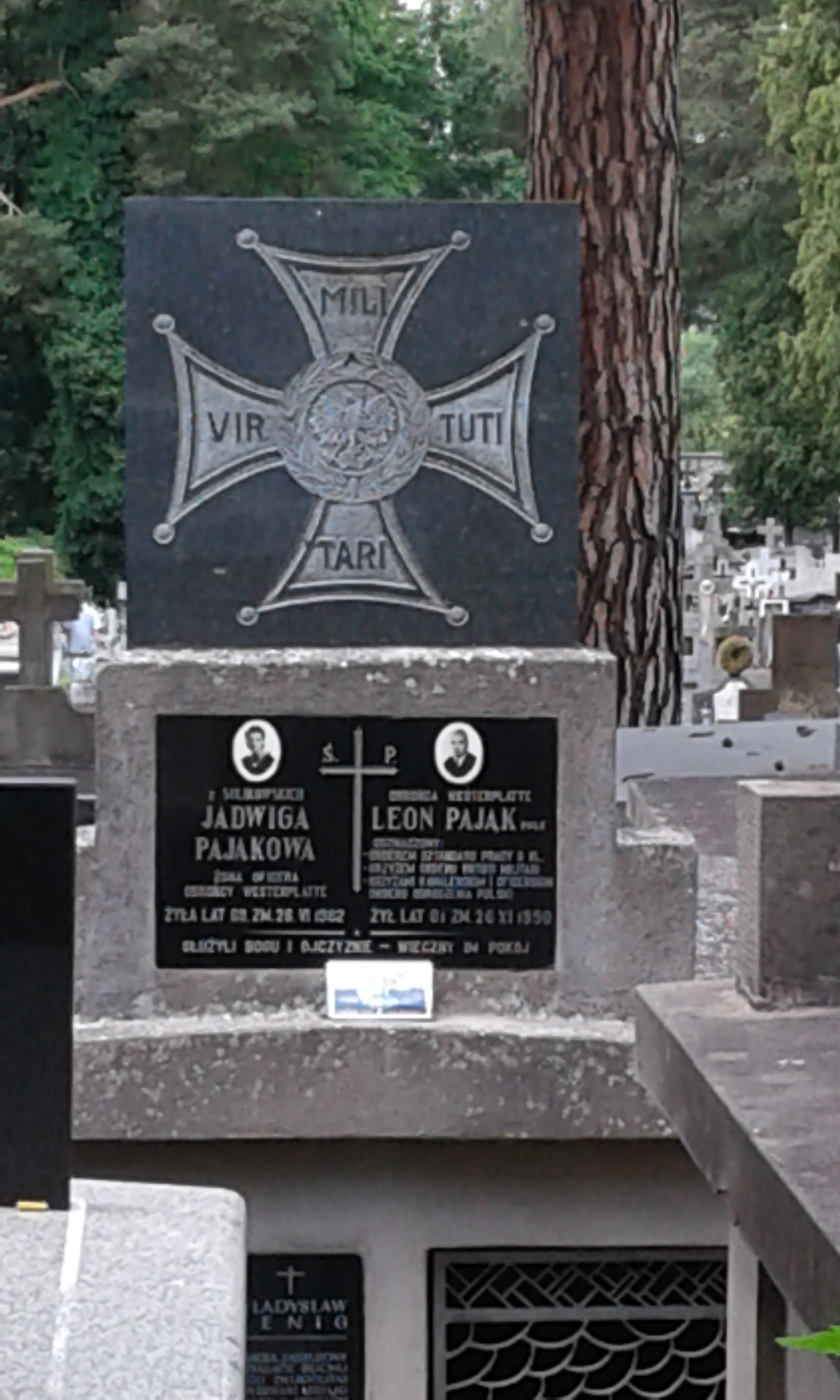
grób Leona Pająka

Leon Pająk (ur. 5 października 1909 w Krasnej Dąbrowie, zm. 26 listopada 1990 w Kielcach) – porucznik Wojska Polskiego, obrońca Westerplatte, odznaczony Orderem Virtuti Militari.

## Zarys biografii
Służbę wojskową rozpoczął w 1930 jako szeregowy w 20 pułku piechoty Ziemi Krakowskiej w Krakowie. W 1931 podjął naukę w Szkole Podchorążych Piechoty w Ostrowi-Komorowie. Promocję oficerską uzyskał 15 sierpnia 1934 z 33 lokatą. Pierwszy przydział służbowy otrzymał w 4 pułku piechoty Legionów w Kielcach, w którym objął dowództwo plutonu piechoty. W marcu 1938 został dowódcą kompanii ciężkich karabinów maszynowych. 15 marca 1939 otrzymał awans na stopień porucznika i wraz z utworzonym plutonem wartowniczym został skierowany do Wojskowej Składnicy Tranzytowej na Westerplatte.
Podczas obrony WST dowodził placówką „Prom”. W pierwszym dniu walk został ciężko ranny w brzuch, krocze i nogi, i przetransportowany do koszar, gdzie mimo beznadziejnego stanu, przetrwał do kapitulacji dzięki pomocy kapitana-lekarza Mieczysława Słabego. Do stycznia 1940 przebywał w niemieckim szpitalu. Następnie był osadzony w obozach jenieckich, m.in. w oflagach XII A w Hadamarze i VII A w Murnau.
Po wyzwoleniu z niewoli został przyjęty do 2 Korpusu Polskiego we Włoszech. Dowodził 4 kompanią 9 Bolońskiego Batalionu Strzelców Karpackich. Do kraju wrócił 5 grudnia 1946. Osiedlił się w Kielcach, gdzie pracował w zakładach wyrobów metalowych.
1 września 1971, podczas uroczystości pochowania na Westerplatte prochów Henryka Sucharskiego, złożył swemu dowódcy ostatni raport, w którym wypowiedział słowa: „Panie majorze, Westerplatte jest znowu polskie!”.
Pająk zapoczątkował ewidencjonowanie żyjących westerplatczyków. W 1985 został wpisany do Honorowej Księgi Czynów Żołnierskich. Został honorowym obywatelem Gdańska i Kielc. W 1989 awansowano go do stopnia komandora Marynarki Wojennej RP. Był także członkiem i wieloletnim prezesem kieleckiego oddziału ZBoWiD.
Zmarł 26 listopada 1990. Został pochowany na cmentarzu Starym w Kielcach.

## Ordery i odznaczenia
- Krzyż Srebrny Orderu Virtuti Militari nr 11940[4]
- Medal „Za udział w wojnie obronnej 1939” (1981)[5]

## Film
W wyreżyserowanym przez Stanisława Różewicza filmie fabularnym Westerplatte postać por. Leona Pająka zagrał Bogdan Niewinowski.